# Ogbourne St Andrew
Ogbourne St Andrew est une paroisse civile et un village du Wiltshire, en Angleterre.